# Ханштет (Нордхајде)
Ханштет (њем. Hanstedt) општина је у њемачкој савезној држави Доња Саксонија. Једно је од 42 општинска средишта округа Харбург. Према процјени из 2010. у општини је живјело 4.990 становника. Посједује регионалну шифру (AGS) 3353016.

## Географски и демографски подаци
Ханштет се налази у савезној држави Доња Саксонија у округу Харбург. Општина се налази на надморској висини од 45 метара. Површина општине износи 59,3 km². У самом мјесту је, према процјени из 2010. године, живјело 4.990 становника. Просјечна густина становништва износи 84 становника/km².